# ما مینگیو
ما مینگیو (انگلیسی: Ma Mingyu؛ زادهٔ ۱۰ اوت ۱۹۷۲) یک بازیکن فوتبال بازنشسته اهل جمهوری خلق چین است. از باشگاه‌هایی که در آن بازی کرده‌است می‌توان به باشگاه فوتبال پروجا اشاره کرد.
وی همچنین سابقه‌ی بازی در تیم ملی فوتبال چین را دارد و در جام جهانی فوتبال ۲۰۰۲ نیز برای این تیم به میدان رفت.